# Agatino Paternò Castello
Agatino Paternò Castello La Valle, I principe di Biscari (Catania, 10 giugno 1594 – Catania, 19 gennaio 1675), è stato un nobile e politico italiano.

## Biografia
Figlio terzogenito di Orazio, X barone di Biscari, e della nobildonna Digna La Valle Statella dei baroni di Crucifia, nacque a Catania il 10 giugno 1594. Succedette al padre e ai fratelli maggiori Francesco e Vincenzo nel possesso della baronia di Biscari, negli altri titoli e beni, e nel 1623 sposò la nipote Maria, figlia del predetto Vincenzo, da cui ebbe tredici figli.
Personaggio di primo piano della vita politica ed economica della Catania del XVII secolo, nella città siciliana esercitò le cariche di patrizio nel 1623-24, 1627-28, 1631-32, e di capitano di giustizia nel 1633-34. Investito dei titoli e dei feudi ottenuti per via matrimoniale il 4 giugno 1624, fu anche vicario generale del Val di Noto, e, con privilegio datogli dal re Filippo IV di Spagna il 21 giugno 1633, esecutoriato il 26 agosto, ricevette l'investitura del titolo di I principe di Biscari. Assieme all'investitura del titolo di principe dello stato e terra di Biscari, il Paternò Castello ebbe dal monarca spagnolo anche il trattamento di regio consanguineo.
Nel 1639, il cardinale Giovanni Doria, luogotenente del Re in Sicilia, lo nominò vicario generale del Regno di Sicilia, carica che ricoprì fino al 1648. Le rivolte antispagnole del 1647 scoppiate in Sicilia, interessarono anche a Catania, dove il Principe di Biscari svolse un'importante funzione di mediazione tra i cittadini rivoltosi e l'autorità viceregia. Nel 1649, fu nominato vicario generale del Regno di Sicilia con "l'Alter Ego, e suprema potestà civile e criminale".
Acquistò la terra baronale di Bicocca, a sud di Catania, di cui fu investito il 22 gennaio 1668.
Morì a Catania il 19 gennaio 1675.